# Blažice
Blažice (hongrois : Balogd) est un village de Slovaquie situé dans la région de Košice.

## Histoire
Première mention écrite du village en 1245.
La localité fut annexée par la Hongrie après le premier arbitrage de Vienne le 2 novembre 1938. En 1938, on comptait 341 habitants dont 3 juifs. Elle faisait partie du district de Füzér-Gönc (hongrois : Füzér-gönci járás). Le nom de la localité avant la Seconde Guerre mondiale était Bologd. Durant la période 1938 -1945, le nom hongrois Balogd était d'usage. À la libération, la commune a été réintégrée dans la Tchécoslovaquie reconstituée.

## Démographie

### Évolution de la population
| Année:               | 1994. | 2004.    | 2014.    | 2024.   |
| -------------------- | ----- | -------- | -------- | ------- |
| Nombre de personnes: | 395   | 496      | 600      | 655     |
| Différence:          |       | +25,56 % | +20,96 % | +9,16 % |

| Année:               | 2023. | 2024.   |
| -------------------- | ----- | ------- |
| Nombre de personnes: | 645   | 655     |
| Différence:          |       | +1,55 % |